# Axel Jungk
Axel Jungk, född 5 mars 1991 i Zschopau, är en tysk skeletonåkare.

## Karriär
Vid EM 2025 i Lillehammer tog Jungk brons i herrarnas tävling.